# مارینا گاستل
مارینا گاستل (انگلیسی: Marina Gastl؛ زادهٔ ۳ اوت ۱۹۸۵) کشتی‌گیر اهل اتریش است.